# اچ‌ام‌اس امارانت (۱۸۰۴)
اچ‌ام‌اس امارانت (۱۸۰۴) (به انگلیسی: HMS Amaranthe (1804)) یک کشتی بود که طول آن ۱۰۰ فوت (۳۰٫۵ متر) بود. این کشتی در سال ۱۸۰۴ ساخته شد.